# Rheged
Rheged – królestwo Brytów leżące w rejonie znanym jako Hen Ogledd ("Stara północ"), często wymieniane w szóstowiecznych heroicznych poematach epickich. Nie ma źródeł opisujących położenie królestwa, lecz większość współczesnych badaczy umiejscawia je w rejonie Kumbrii.